# الصياد الخفي
الصياد الخفي (الاسم العلمي:†Cryptovenator) هو جنس منقرض من الحيوانات شبيهة الزواحف يتبع فصيلة السفنكدونات من البليكوصوريات الحقيقية.